# Nme.Mine
Nme.Mine (Eigenschreibweise NME.MINE) war eine deutsche Rockband. Stilistisch bewegte sie sich in den Bereichen Rock, Metal und Alternative Metal.

## Geschichte
Im Jahr 2002 gründeten sich Nme.Mine aus den Vorgängerbands Brothers Justice und Silent Green.
Der Name bezog sich auf den US-amerikanischen Spielfilm Enemy Mine – Geliebter Feind aus dem Jahr 1985 mit Dennis Quaid und Louis Gossett Jr. in den Hauptrollen.
Mit ihrem 2003 herausgebrachten Demo Unlove erreichte die Band einen Plattenvertrag bei dem Label Eat The Beat Music und einen Auftritt auf der Hauptbühne des Southside Festival 2003, wo sie u. a. neben Apocalyptica, Coldplay, Guano Apes, NOFX und Therapy? vertreten waren.
Am 15. Februar 2011 wurde auf der Myspace-Seite die Auflösung der Band verkündet. Im Juli 2011 sollte noch ein letztes Konzert gegeben werden, dann erfolgte die endgültige Auflösung.

## Diskografie

### Demos
- Unlove (2003)

### Alben
- … These Dreams of Happy Endings (2004, Eat The Beat Music/Roadrunner Records)
- Life Without Water (2005, Eat The Beat Music/Roadrunner Records)